# Claret, Hérault
Claret je naselje in občina v južnem francoskem departmaju Hérault regije Languedoc-Roussillon. Leta 2008 je naselje imelo 1.364 prebivalcev.

## Geografija
Naselje leži v pokrajini Languedoc 33 km severno od Montpelliera.

## Uprava
Claret je sedež istoimenskega kantona, v katerega so poleg njegove vključene še občine Campagne, Ferrières-les-Verreries, Garrigues, Fontanès, Lauret, Sauteyrargues, Vacquières in Valflaunès s 3.968 prebivalci.
Kanton Claret je sestavni del okrožja Montpellier.

## Zanimivosti
- cerkev sv. Feliksa iz Girone;